# John Snyder (Politiker)
John Snyder (* 29. Januar 1793 in Selinsgrove, Snyder County, Pennsylvania; † 15. August 1850 ebenda) war ein US-amerikanischer Politiker. Zwischen 1841 und 1843 vertrat er den Bundesstaat Pennsylvania im US-Repräsentantenhaus.

## Werdegang
John Snyder war der Sohn von Gouverneur Simon Snyder (1758–1819). Er besuchte die öffentlichen Schulen seiner Heimat. Während des Britisch-Amerikanischen Krieges war er Hauptmann der Staatsmiliz von Pennsylvania. Beruflich wurde er später in der Papierherstellung und im Ölgeschäft tätig. Unter anderem arbeitete er für die Snyder Spring Oil Co. Politisch wurde er Mitglied der Demokratischen Partei.
Bei den Kongresswahlen des Jahres 1840 wurde Snyder im 16. Wahlbezirk von Pennsylvania in das US-Repräsentantenhaus in Washington, D.C. gewählt, wo er am 4. März 1841 die Nachfolge von Robert Hanna Hammond antrat. Da er im Jahr 1842 nicht bestätigt wurde, konnte er bis zum 3. März 1843 nur eine Legislaturperiode im Kongress absolvieren. Diese Zeit war von den Spannungen zwischen Präsident John Tyler und den Whigs belastet. Außerdem wurde damals bereits über eine mögliche Annexion der seit 1836 von Mexiko unabhängigen Republik Texas diskutiert.
Nach dem Ende seiner Zeit im US-Repräsentantenhaus nahm John Snyder seine früheren Tätigkeiten wieder auf. Er starb am 15. August 1850 in seiner Heimatstadt Selinsgrove, wo er auch beigesetzt wurde.